# Moneyball
Moneyball – amerykański dramat biograficzny z 2011 roku, w reżyserii Bennetta Millera. Adaptacja powieści Moneyball: The Art of Winning an Unfair Game autorstwa Michaela Lewisa.
Światowa premiera filmu nastąpiła 9 września 2011 roku, podczas 36. Międzynarodowego Festiwalu Filmowego w Toronto.

## Opis fabuły
Film przedstawia historię dyrektora generalnego drużyny baseballowej Oakland Athletics w sezonie 2002. Billy Beane (Brad Pitt) i asystent Peter Brand (Jonah Hill), w obliczu niekorzystnej sytuacji finansowej, postanawiają wykorzystać zaawansowane analizy komputerowe, mające na celu rozpoznanie graczy, co pozwoliło na zdobycie zawodników: Chada Bradforda (Casey Bond) i Scotta Hatteberga (Chris Pratt). Tym samym drużyna wygrała dwadzieścia kolejnych meczów, co stanowi rekord American League.

## Obsada
- Brad Pitt jako Billy Beane
- Jonah Hill jako Peter Brand
- Philip Seymour Hoffman jako Art Howe
- Chris Pratt jako Scott Hatteberg
- Casey Bond jako Chad Bradford
- Stephen Bishop jako David Justice
- Royce Clayton jako Miguel Tejada
- David Hutchiso jako John Mabry
- Kathryn Morris jako Tara Beane (sceny usunięte z filmu[1][2])
- Robin Wright jako Sharon
- Kerris Dorsey jako Casey Beane

i inne

## Nagrody i nominacje
69. ceremonia wręczenia Złotych Globów
- nominacja: najlepszy film dramatyczny
- nominacja: najlepszy aktor w filmie dramatycznym – Brad Pitt
- nominacja: najlepszy aktor drugoplanowy – Jonah Hill
- nominacja: najlepszy scenariusz – Steven Zaillian i Aaron Sorkin

16. ceremonia wręczenia Satelitów
- nominacja: najlepszy film
- nominacja: najlepszy scenariusz adaptowany – Aaron Sorkin i Steven Zaillian
- nominacja: najlepszy aktor w filmie fabularnym – Brad Pitt
- nominacja: najlepszy aktor w roli drugoplanowej – Jonah Hill

18. ceremonia wręczenia nagród Gildii Aktorów Ekranowych
- nominacja: wybitny występ aktora w roli pierwszoplanowej – Brad Pitt
- nominacja: wybitny występ aktora w roli drugoplanowej – Jonah Hill

84. ceremonia wręczenia Oscarów
- nominacja: najlepszy film – Michael De Luca, Rachel Horowitz i Brad Pitt
- nominacja: najlepszy scenariusz adaptowany – Steven Zaillian i Aaron Sorkin (scenariusz), Stan Chervin (historia)
- nominacja: najlepszy aktor pierwszoplanowy – Brad Pitt
- nominacja: najlepszy aktor drugoplanowy – Jonah Hill
- nominacja: najlepszy montaż – Christopher Tellefsen
- nominacja: najlepszy montaż dźwięku – Deb Adair, Ron Bochar, Dave Giammarco i Ed Novick

65. ceremonia wręczenia nagród Brytyjskiej Akademii Filmowej
- nominacja: najlepszy scenariusz adaptowany – Steven Zaillian i Aaron Sorkin
- nominacja: najlepszy aktor pierwszoplanowy – Brad Pitt
- nominacja: najlepszy aktor drugoplanowy – Jonah Hill